# 1 (Groovehouse-album)
Az 1 a Groovehouse együttes 1999-ben kiadott debütáló albuma. Ez az egyetlen Groovehouse-album, amelyen a harmadik alapító tag, Bogár Miklós is közreműködött.

## Előzmények
1998 októberében Kis Judit a Groovehouse tagjává vált, így már hárman dolgoztak az együttes első albumán. Ugyanezen év december 14-én Judy, Zsolti és a későbbi Megasztár-versenyző Baktai Anikó autóbalesetet szenvedett. A legsúlyosabb sérülések Judyt érték, életmentő műtéteket hajtottak végre rajta. Az album, amelynek egyszerűen az 1 címet adták, így 1999 februárja helyett csak júliusban jelent meg. A baleset miatt 3 szám remix változatban is felkerült a lemezre.

## Számlista
| #   | Cím                                           | Hossz |
| --- | --------------------------------------------- | ----- |
| 1.  | Ha táncolsz velem (disco mix)                 | 3:53  |
| 2.  | Minden jár nekem                              | 3:21  |
| 3.  | Hol vagy nagy szerelem (Spigiboy dance remix) | 4:23  |
| 4.  | Akár egy álom                                 | 4:14  |
| 5.  | Párizsi lány                                  | 3:20  |
| 6.  | Ollá Ollá (Suta's remix)                      | 4:39  |
| 7.  | Szombat esti randevú                          | 3:34  |
| 8.  | Várok rád                                     | 3:46  |
| 9.  | Párizsi lány (Suta's orgazmix)                | 4:49  |
| 10. | Ha táncolsz velem (House mix)                 | 3:32  |
| 11. | Ollá ollá (Original)                          | 4:50  |